# Cosmas Ndeti
Cosmas Ndeti (24 de noviembre de 1971) es tres veces ganador del maratón de Boston . Fue el ganador de las carreras de 1993, 1994 y 1995. Estableció el récord del recorrido en 1994 con un tiempo de 2:07:15, que también fue la mejor marca en maratón en 1994.  Ese récord se mantuvo durante 12 años hasta que fue superado por un segundo cuando Robert Kipkoech Cheruiyot, un compatriota keniano, ganó la carrera de 2006.
Recibió una suspensión de tres meses por dopaje, después de fallar una prueba de efedrina en el Campeonato Mundial de Campo a Traviesa de la IAAF de 1988 . Esto lo convirtió en el primer caso de prohibición por dopaje en la historia de Kenia. 